# Alburnus mento
Alburnus mento és una espècie de peix cipriniforme de la família dels ciprínids.

## Morfologia
Els mascles poden assolir els 28,9 cm de longitud total.

## Distribució geogràfica
Es troba als llacs del curs superior del Danubi.